# Sony Ericsson Vivaz
Sony Ericsson Vivaz U5i (Kurara) — смартфон от компании Sony Ericsson, выпущенный в ноябре 2009 года (в Российской Федерации вышел в январе 2010 года), являлся самой мощной моделью на платформе Symbian версии 9.4 до появления Symbian^3.

## Общие характеристики
- Разрешение камеры: 8.1 Mп
- Автофокус
- Вспышка светодиодная односекционная
- Видеозапись
- Максимальное время съемки видеоролика (минут) неограниченно
- Java
- Тонов полифонии: 64
- MP3 — звонок: Есть
- Аудиоплеер: Есть
- Фоновый режим аудиоплеера: Есть
- FM — радио, память радиостанций 30 каналов
- Разъем для аудио: 3,5 мм
- Диктофон: Есть
- Дисплей:
  - Диагональ 3.2 дюйма.
  - TFT-дисплей.
  - Количество цветов основного дисплея: 16000000
  - Разрешение основного дисплея (pix): 640x360
- Система
- GPS-навигация: Есть
- Система A-GPS: Да
- Операционная система: Symbian 9.4
- Процессор ARM Cortex A8+ TI OMAP 3630 с поддержкой OpenGL 2.0 с тактовой частотой 720 МГц[2]

Связь
- Диапазоны: 850/900/1800/1900
- 3G: Есть
- MMS: Есть
- E-mail клиент: Есть
- GPRS (класс): 12
- EDGE: Есть
- Bluetooth: A2DP, EDR
- Wi-Fi: Есть
- GPRS/3G-модем: Есть
- WAP: Есть
- Синхронизация с ПК: Есть
- Разъем для синхронизации: microUSB
- Беспроводная синхронизация: Есть

Корпус
Тип корпуса: Классический
- Длина — 107 мм.
- Ширина — 52 мм.
- Толщина — 12,5 мм.
- Вес — 98 г.
- Материал корпуса — пластик.
- Память:
  - Встроенная память (Мб): 75
  - Поддержка карт памяти: microSD
  - Максимальный объем карты памяти: 32Gb
- Подключение к телевизору (RCA на Mini Jack 3.5mm)

Питание
- Тип аккумулятора: Li-Pol
- Емкость аккумулятора, mAh: 1200
- Время работы в режиме разговора (ч): 13
- Время работы в режиме ожидания (ч): 440

G-сенсор (датчик положения в пространстве), датчик освещенности

## Достоинства модели
1. Небольшие размеры.
2. Запись видео формата HD.
3. Частота процессора 720 МГц.
4. Графический ускоритель.

## Недостатки модели
1. Среднее качество звука динамика (Исправимо. с 01.10.11 усиление средней мощи динамиков на 70% стало доступной владельцам).
2. На данный момент OC Symbian 9.4 уже устарела (По новостям se-flamemo прогнозируется портирование этой ОС на Android Donut и Symbian^3, но пользовательских прошивок нет до сих пор).
3. Панель изготовлена из хрупкого материала.
4. Для камеры выделяется недостаточное количество CPU (использование камеры на все 8MP невозможно, если открыты другие приложения).
5. Память телефона отличается небольшой ёмкостью (70мб).
6. При использовании камеры с параметром "Стабилизация" кэш занимает много памяти, что приводит к замедлению действий в меню и на рабочем столе.
7. Отсутствует датчик приближения.

## Сравнение с Nokia X6
|                              | Nokia X6 | Sony Ericsson Vivaz                                                                                             |
| ---------------------------- | --- | --- |
| Сети                         | GSM/EDGE 850/900/1800/1900, WCDMA 900/1900/2100, HSDPA                                                        | GSM/EDGE 850/900/1800/1900, WCDMA 900/1900/2100, HSDPA                                                          |
| Экран                        | Сенсорный, 3,2 дюйма, мкостный, 640х360 пикселей, 16,7 млн цветов                                             | Сенсорный, 3,2 дюйма, резистивный, 640х360 пикселей, 16,7 млн цветов                                            |
| Операционная система         | Symbian версии 9.4                                                                                            | Symbian версии 9.4                                                                                              |
| Платформа                    | S60, 5-е издание                                                                                              | S60, 5-е издание                                                                                                |
| Камера                       | 5-Мп, автофокус, двойная светодиодная вспышка                                                                 | 8,1-Мп, автофокус, фотоподсветка, распознавание лиц и улыбок, стабилизатор изображения, геометки                |
| Запись видео                 | До 640х480 пикселей и до 30 кадров в секунду                                                                  | До 1280х720 пикселей,24 кадра в секунду                                                                         |
| Память                       | в зависимости от модификации 8Гб,16Гб или 32Гб встроенной памяти, нет разъема для карты памяти                | 75 Мб внутренней памяти, слот для карт microSD (8-Гб карта в комплекте), горячая замена до 32 Гб                |
| Электронная почта            | IMAP, POP, SMTP, Nokia Email, Mail for Exchange                                                               | IMAP, POP, SMTP, Mail for Exchange                                                                              |
| Работа в интернете           | Поддержка HTML, XHTML, WML, HTTP, WAP, JavaScript                                                             | Поддержка HTML, XHTML, WML, HTTP, WAP, JavaScript                                                               |
| Органайзер                   | Будильник, календарь, конвертер, заметки, список дел, напоминания, калькулятор                                | Будильник, календарь, конвертер, заметки, список дел, напоминания, калькулятор                                  |
| Воспроизведение музыки       | MP3, SPMidi, AAC, AAC+, eAAC+, WMA                                                                            | MP3, AAC |
| Радио                        | Стерео FM-радио                                                                                               | Стерео FM-радио                                                                                                 |
| Разъемы                      | MicroUSB, 3,5-мм аудиоразъем, разъем DC                                                                       | MicroUSB, 3,5-мм аудиоразъем                                                                                    |
| Аккумулятор                  | Литий-ионная батарея BL-5J емкостью 1320 мАч                                                                  | Литий-полимерная батарея EP500 емкостью 1200 мАч                                                                |
| Время автономной работы      | 420 ч в режиме ожидания (GSM); 11,5 ч в режиме разговора (GSM), 35 ч в режиме воспроизведения музыки          | 430 ч в режиме ожидания (GSM); 13 ч в режиме разговора (GSM)                                                    |
| Размеры, мм                  | 111,0x51,0x13,8                                                                                               | 107х52х12,5 |
| Масса, грамм                 | 122 | 97 |
| Комплект поставки            | Аккумулятор Nokia BL-5J, зарядное устройство Nokia AC-8, соединительный кабель CA-101, стереогарнитура WH-500 | Аккумулятор EP500, зарядное устройство, MicroUSB-кабель, проводная гарнитура, стилус, 8-Гб карта памяти microSD |
| Коммуникационные возможности | WLAN IEEE 802.11 b/g, A-GPS, Bluetooth 2.0 + EDR                                                              | WLAN IEEE 802.11 b/g, A-GPS, Bluetooth 2                                                                        |